# Monodelphis glirina
Monodelphis glirina e вид опосум от семейство Didelphidae.

## Географско разпространение
Видът се среща във влажни амазонски гори на територията на Бразилия, Перу и Боливия.

## Хранене
Представителите на вида консумират основно малки гръбначни и насекоми. Водят нощен начин на живот. В диетата им влизат и плодове. За разлика от останалите опосуми те живеят в по-малка степен по дърветата.